# Portgas D. Ace
Portgas D. Ace (ポートガス・D・エース Pōtogasu D. Ēsu?), nascut Gol D. Ace (ゴール・D・エース Gōru Dī Ēsu?), És un personatge del manga de One Piece, escrit i dibuixat per Eiichirō Oda, i les seves obres derivades.
L'Ace apareix com un nen prim i musculós, amb pigues i cabell negre. Té dos tatuatges, un al braç esquerre amb l'escriptura ASCE, amb la "S" ratllada per una creu en honor a Sabo, i un a l'esquena, que representa el Jolly Roger d'en Barbablanca. Aquest últim, en particular, va ser modificat després de la seva primera aparició: originalment presentava el crani de Barbablanca amb bigoti superposat a una esvàstica, símbol religiós que marca els temples budistes, després substituït per dos ossos creuats per evitar que s'associés a l'esvàstica nazi.

## Biografia del personatge
Portgas D. Ace és fill de Gold D. Roger, rei dels pirates. Ace mor a la sèrie artística d'Akainu, la batalla de Marineford per salvar el seu germà Monkey D. Ruffy.
Ace és fill de Gold D. Roger i Portgas D. Rouge. Després de l'execució de Roger, Rouge té l'Ace a la panxa durant vint mesos mentre la Marina intenta evitar que neixi. Després del naixement, Rouge mor de mantenir-lo durant vint mesos a la panxa, Ace és confiat a Monkey D. Garp a petició de Roger, un vell amic i rival. Garp ho confia a Curly Dadan, l'Ace es troba amb Sabo i junts durant 5 anys roben diners als pirates. Ace aprèn la veritat sobre els seus pares i el fet de ser el fill del rei pirata. Més tard ve Monkey D. Ruffy, nebot de Garp, Ace no li fa cas i intenta matar-lo. Ruffy és capturat per pirates, Ace i Sabo el rescaten i junts escapen. Els tres fan un pacte de germanor amb ganes de convertir-se en pirates. Sabo és aparentment assassinat per un noble del món, l'Ace el vol venjar però decideix abandonar-lo ja que no pot atacar un noble del món. L'Ace li promet a Ruffy que no morirà. Un cop va arribar als disset anys, Ace navega convertint-se en pirata: més tard va obtenir el poder de la fruita Foco Foco i va fundar la seva primera tripulació, els pirates de Spades. També va visitar el país de Wano, on va fer amistat amb el jove O-Tama, a qui va prometre portar-la amb ell un cop es convertís en un hàbil Kunoichi i on també va conèixer Yamato, filla de Kaido.
Feu-vos famosos immediatament i rebutgeu la invitació dels 7 grans guerrers del mar. Després de localitzar Shanks, li agraeix que hagi salvat Ruffy en el passat i revela que vol el cap de Barbablanca. Jinbe l'atura i comença una baralla amb ell que va durar 5 dies i va acabar a la par. Barbablanca s'hi acosta demanant unir-se a la seva tripulació, tot i que no està d'acord, finalment accepta convertir-se en el comandant de la segona flota. Thatc mor acusat de Marshall D. Teach Ace es llença al seu ensenyament, tot i que en Barbablanca ho desaconsella. Ace sent rumors que Teach és a Alabasta i, per tant, aterra a l'illa.